# Thanh lý tài sản
Việc thanh lý tài sản tương tự như việc bán tài sản trong đó mối quan tâm hoặc mục tiêu chính là thanh lý tài sản (nhà, nhà để xe, nhà kho và sân) với một tổ chức bán hàng tài sản, đồng thời thường bổ sung thêm nội dung của két an toàn, động sản gia đình có giá trị để được để lại trong các ràng buộc của gia đình, bất động sản, xe hơi, tàu thuyền và các phương tiện giao thông khác như nhà lưu động và RV, động vật, vật nuôi và bất kỳ tài sản nào khác mà tài sản có thể bao gồm.
Tại Hoa Kỳ, trong khi hầu hết các tiểu bang đều cần có một người môi giới bất động sản để viết các tài liệu để bán bất động sản, hầu hết các mặt hàng khác không yêu cầu bất kỳ giấy cho phép hoặc giấy cấp phép nào khác ngoài giấy phép địa phương cần thiết để điều hành một doanh nghiệp trong thành phố, quận hoặc tiểu bang nơi thanh lý đang diễn ra. Thông thường gia đình sẽ có luật sư để giám sát quá trình thanh lý và giữ cho hệ thống liên tục hợp pháp hóa cổ phiếu và trái phiếu đang được giao dịch, đầu tư thanh lý và bất kỳ tài sản thực tế nào sang tay hợp pháp.
Thanh lý tài sản xảy ra chủ yếu như bán bất động sản, với các nhà thanh lý làm cho nhà và các mặt hàng được bán sẵn sàng để bán công khai. Hầu hết các nhà thanh lý sẽ tính một khoản hoa hồng là một số tỷ lệ phần trăm của lợi nhuận ròng.

## Sự khác biệt với bán tài sản
Sự khác biệt chính giữa thanh lý tài sản và bán tài sản là lĩnh vực đưa vào thanh lý có thể mở rộng sang cổ phiếu, trái phiếu, bất động sản, đồ trang sức, bộ sưu tập tiền xu vàtác phẩm mỹ thuật. Thường thì việc thanh lý tài sản được kèm theo bởi các nhà môi giới, luật sư, Kế toán viên được chứng nhận và các thẩm định viên, trong khi bất kỳ ai có kiến thức về giá trị của các vật dụng trong gia đình và đồ sưu tập được đề cập.

## Hình thức thanh lý tài sản
Bên cạnh việc tài sản, thanh lý tài sản có thể được thực hiện dưới hình thức đấu giá hoặc người thanh lý tài sản sẽ cung cấp một khoản tiền mặt để mua toàn bộ nội dung của một ngôi nhà.